# Георги Димитров (кмет на Карнобат)
Вижте пояснителната страница за други личности с името Георги Димитров.
Георги Иванов Димитров е български политик, кмет на Карнобат от 2007 г. Член на БСП в периода от 1990 до 2015 г. Бил е общински съветник в Карнобат, като в периода от 2003 до 2007 г. е председател на общинския съвет в Карнобат.

## Биография
Георги Димитров е роден на 11 юли 1957 г. в град Поляновград, Народна република България. Завършва с отличие Английската гимназия в Бургас, след което служи в Ракетни войски. Завършва висше образование във Великотърновския университет, със специалност „Българска филология“.

### Политическа дейност
В периода от 1979 до 1987 г. е първи секретар на ДКМС-Карнобат. В периода от 1989 до 1990 г. е партиен секретар на общинската структура на БСП в Карнобат, след което започва частен бизнес, развивайки успешно хлебопроизводство и аптекарство.
В първите години на преходът към демокрация и пазарна икономика в България той отваря първото кафене в Карнобат, наречено „Партийно кафене“. Въпреки всичките превратности и вътрешни войни за надмощие в БСП, той остава верен на партията до 2015 г.
От 2003 до 2007 г. е председател на Общинския съвет в Карнобат, а от октомври 2007 г. насам е кмет на Карнобат. В навечерието на третия си мандат обявява своето несъгласие с подмолните течения и унизителните условия, които му поставят националните лидери на БСП, явява се като независим и печели на първи тур, но продължава да пази партийния си билет.
На местните избори през 2007 г. е избран от първи тур за кмет на община Карнобат, издигнат от БСП. На проведения първи тур той получава 6690 гласа (или 53,36%), втори след него е Атанас Атанасов от Инициативен комитет с 3730 гласа (или 29,75%).
На местните избори през 2011 г. е кандидат за кмет на община Карнобат, издигнат от БСП. На проведения първи тур той получава 4574 гласа (или 36,07%) и се явява на балотаж с втория след него е Атанас Атанасов от „Коалиция за Карнобат 2011“ (Българска социалдемокрация, Политическо движение „Социалдемократи“, ЛИДЕР, Обединена социалдемокрация) с 3464 гласа (или 27,32%). Печели на втори тур с 8143 гласа (или 61,67%).
На местните избори през 2015 г. е избран от първи тур за кмет на община Карнобат, издигнат от местна коалиция „Левицата“. На проведения първи тур той получава 7217 гласа (или 54,66%), втори след него е Тодор Байчев от БСП с 3216 гласа (или 24,36%).
На местните избори през 2019 г. е кандидат за кмет на община Карнобат, издигнат като независим. На проведения първи тур той получава 3837 гласа (или 38,08%) и се явява на балотаж с втория след него Тодор Байчев от „БСП за България“ с 3606 гласа (или 35,79%). Печели на втори тур с 4660 гласа (или 50,74%).